# 陸中松川駅
陸中松川駅（りくちゅうまつかわえき）は、岩手県一関市東山町松川字滝の沢にある、東日本旅客鉄道（JR東日本）大船渡線の駅である。

## 歴史

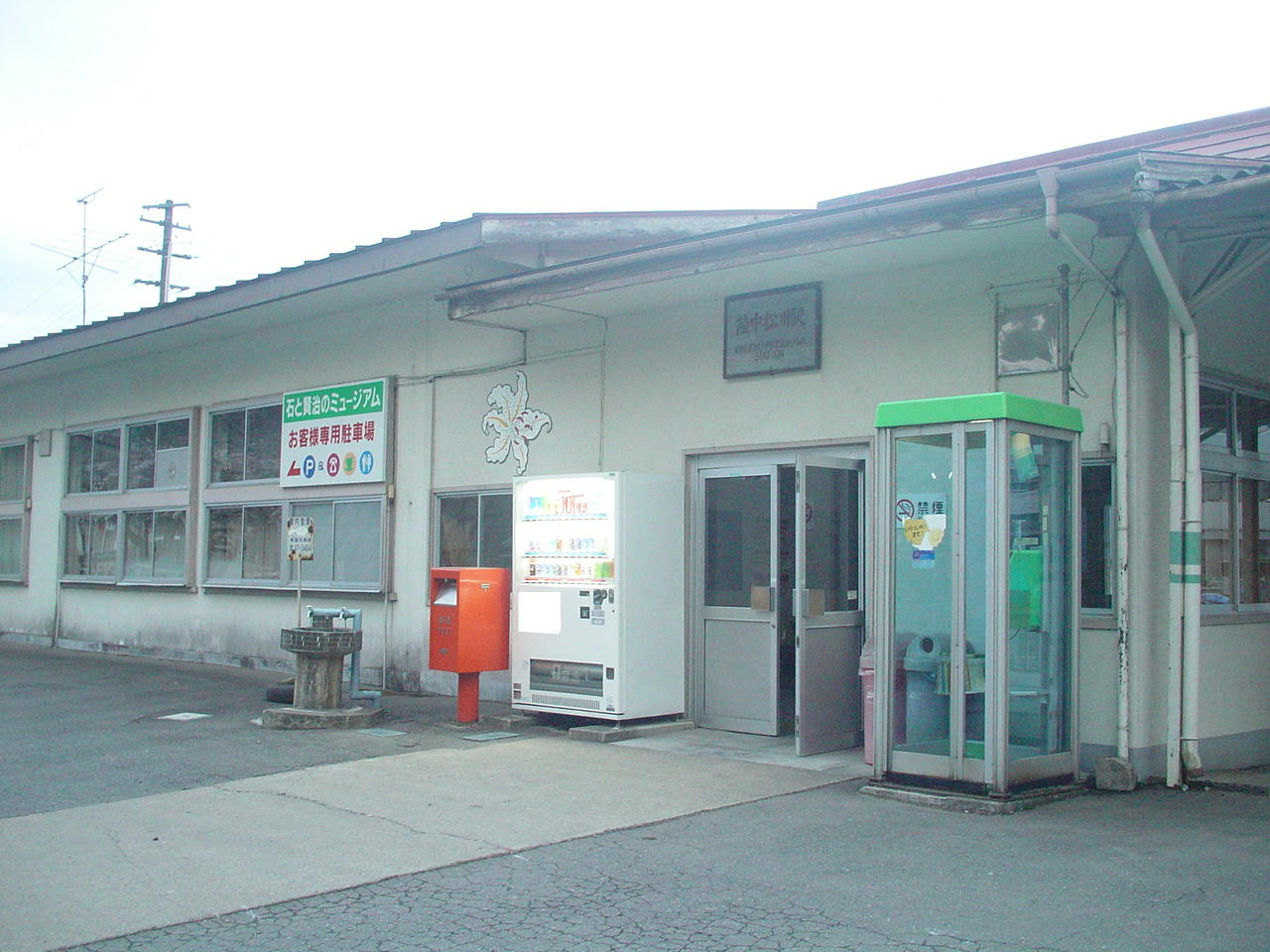
旧駅舎（2007年4月）

- 1925年（大正14年）7月26日：国有鉄道大船渡線の駅として開業（一般駅）[2]。
- 1984年（昭和59年）2月1日：荷物の取り扱いを廃止[2]。
- 1987年（昭和62年）4月1日：国鉄分割民営化に伴い、東日本旅客鉄道（JR東日本）・日本貨物鉄道（JR貨物）の駅となる[2]。
- 1992年（平成4年）12月1日：無人化。
- 1996年（平成8年）2月23日：この日をもって貨物列車の設定がなくなる。
- 1999年（平成11年）3月31日：JR貨物の駅が廃止され、名実ともに貨物営業を終了。
- 2010年（平成22年）3月：駅舎を改築[3]。
- 2024年（令和6年）10月1日：えきねっとQチケのサービスを開始[1][4]。

## 駅構造
一ノ関駅管理の無人駅で、相対式ホーム2面2線を有する地上駅である。かつては単式・島式混合の2面3線を有していたが、2023年（令和5年）12月現在は2面2線での運用となっている。また、互いのホームは構内踏切で連絡しているほか、駅舎が設置されている。
このほか、三菱マテリアル岩手工場へ至る専用線が駅から分岐していた。
2023年から2024年の間に3番線の出発信号機が使用停止され、3番線につながる分岐器も撤去された。

### のりば
| 番線 | 路線      | 方向 | 行先       |
| ---- | --------- | ---- | ---------- |
| 1    | ■大船渡線 | 下り | 気仙沼方面 |
| 2    | ■大船渡線 | 上り | 一ノ関方面 |

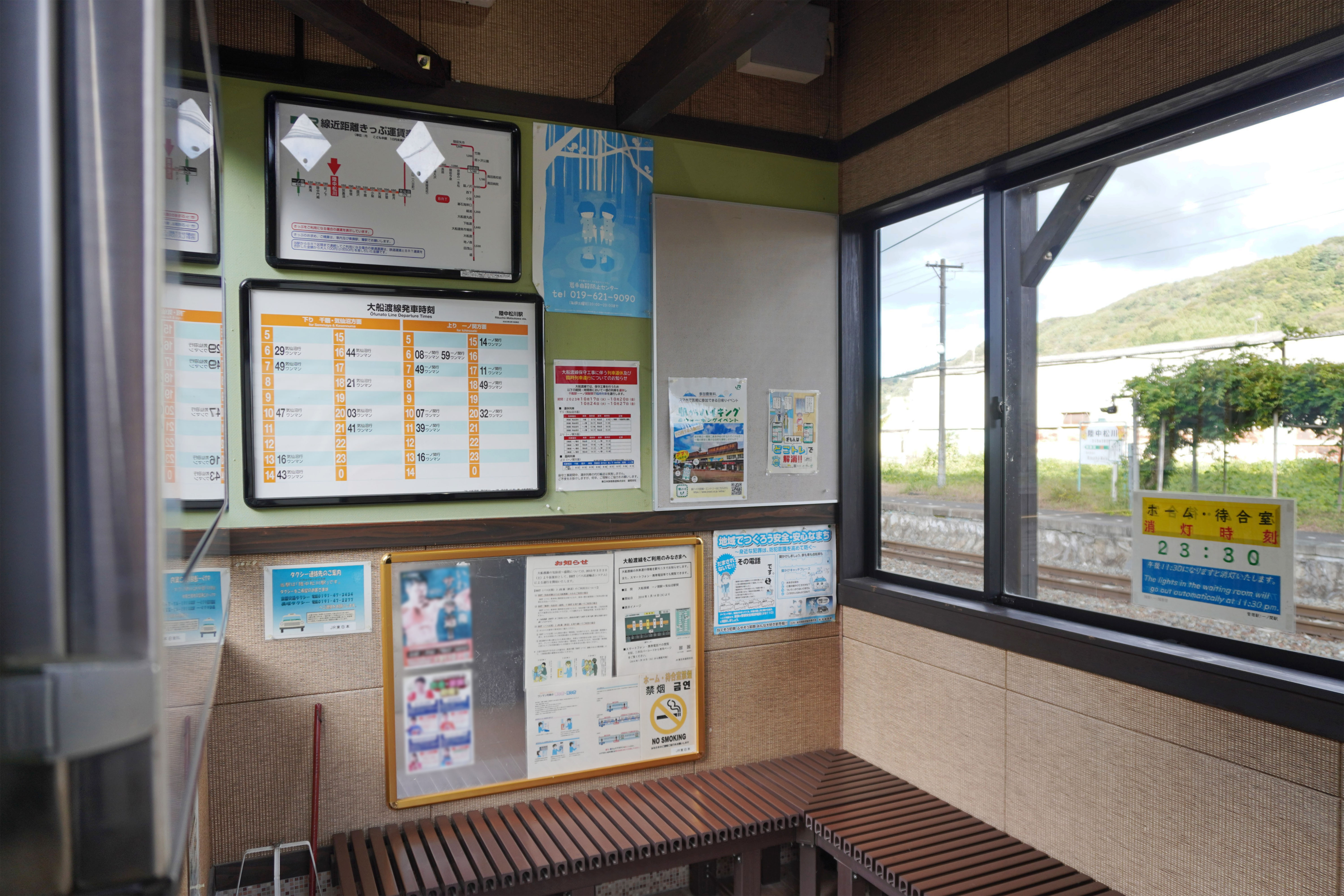
駅舎内待合室（2023年10月）
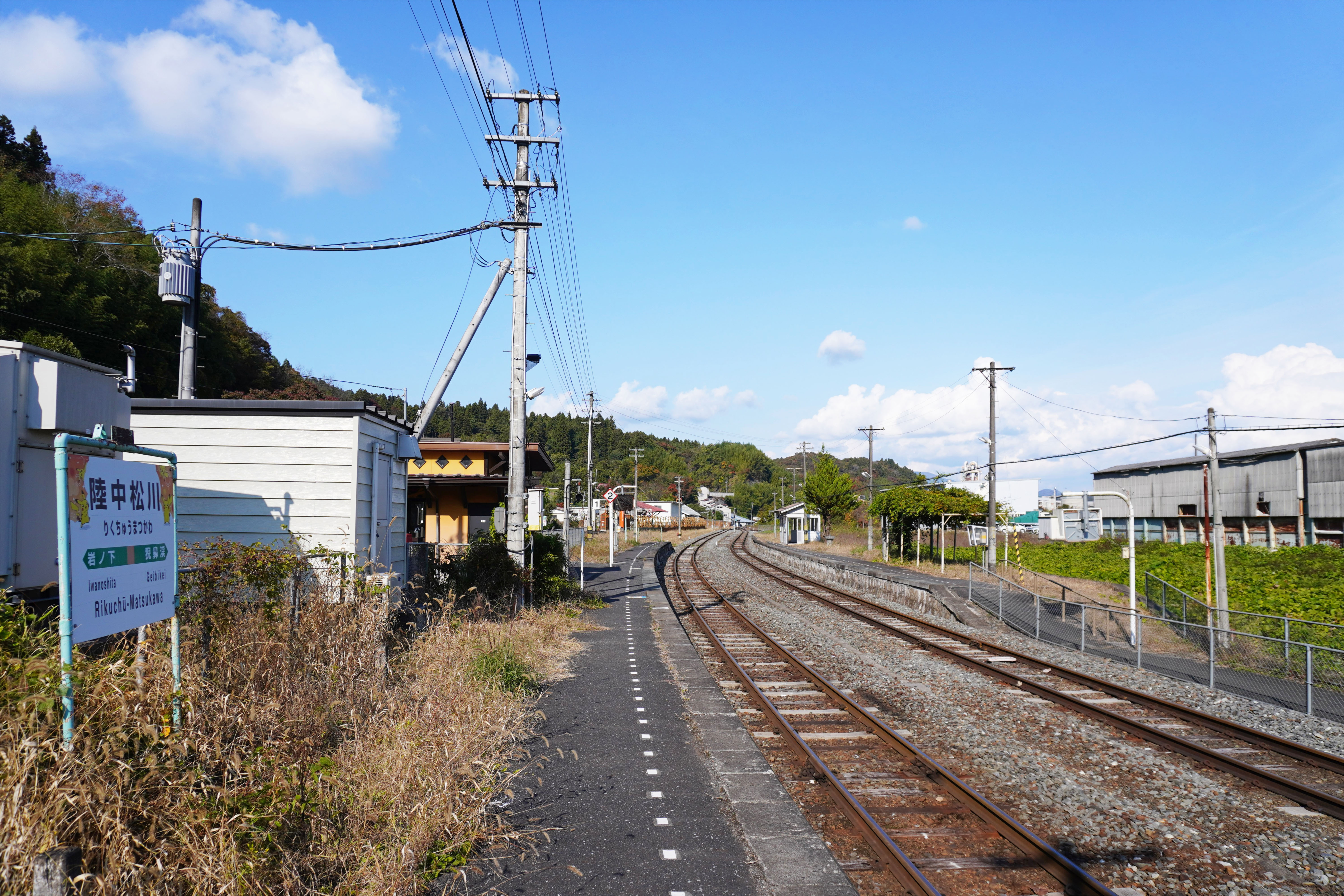
ホーム（2023年10月）
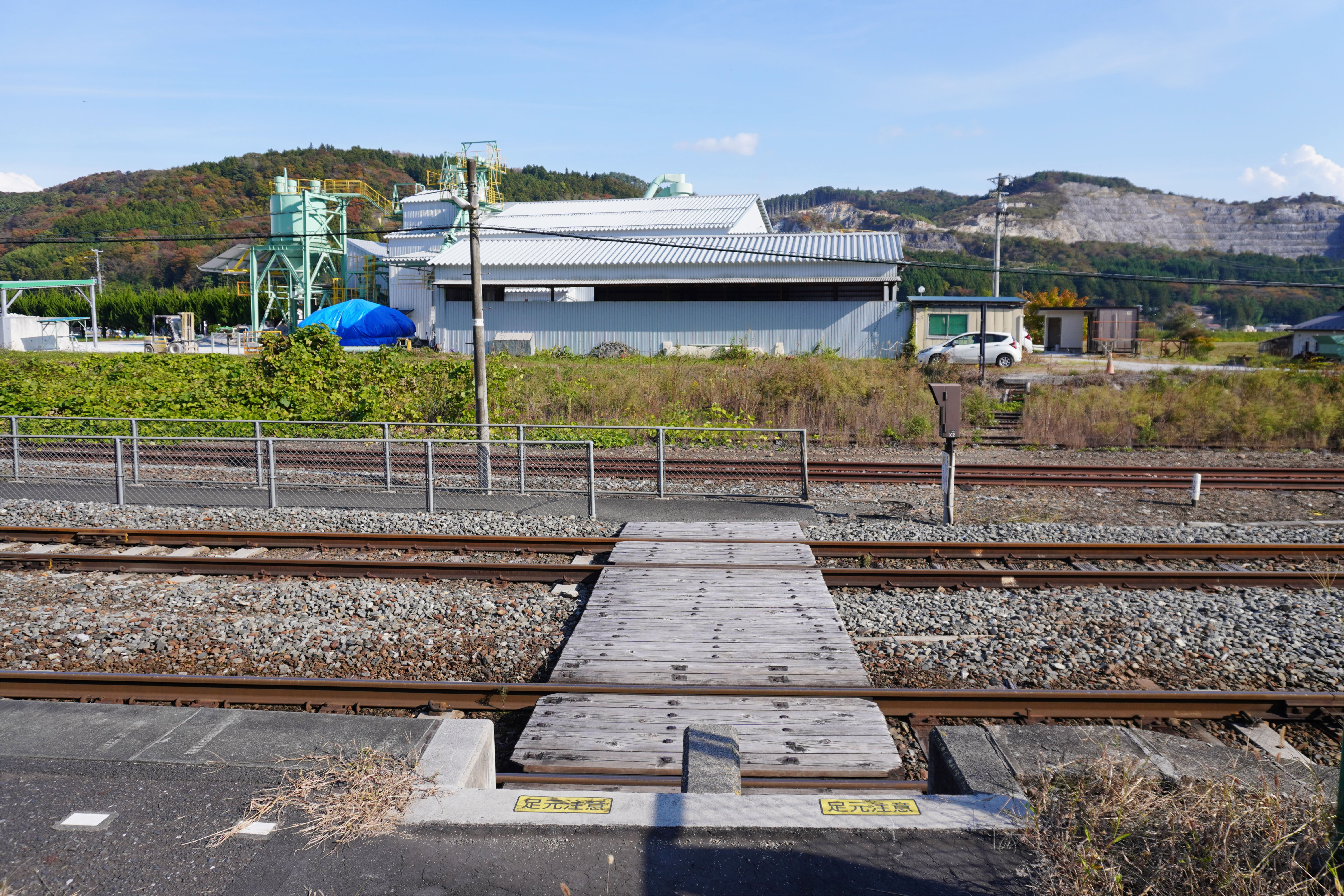
構内踏切（2023年10月）
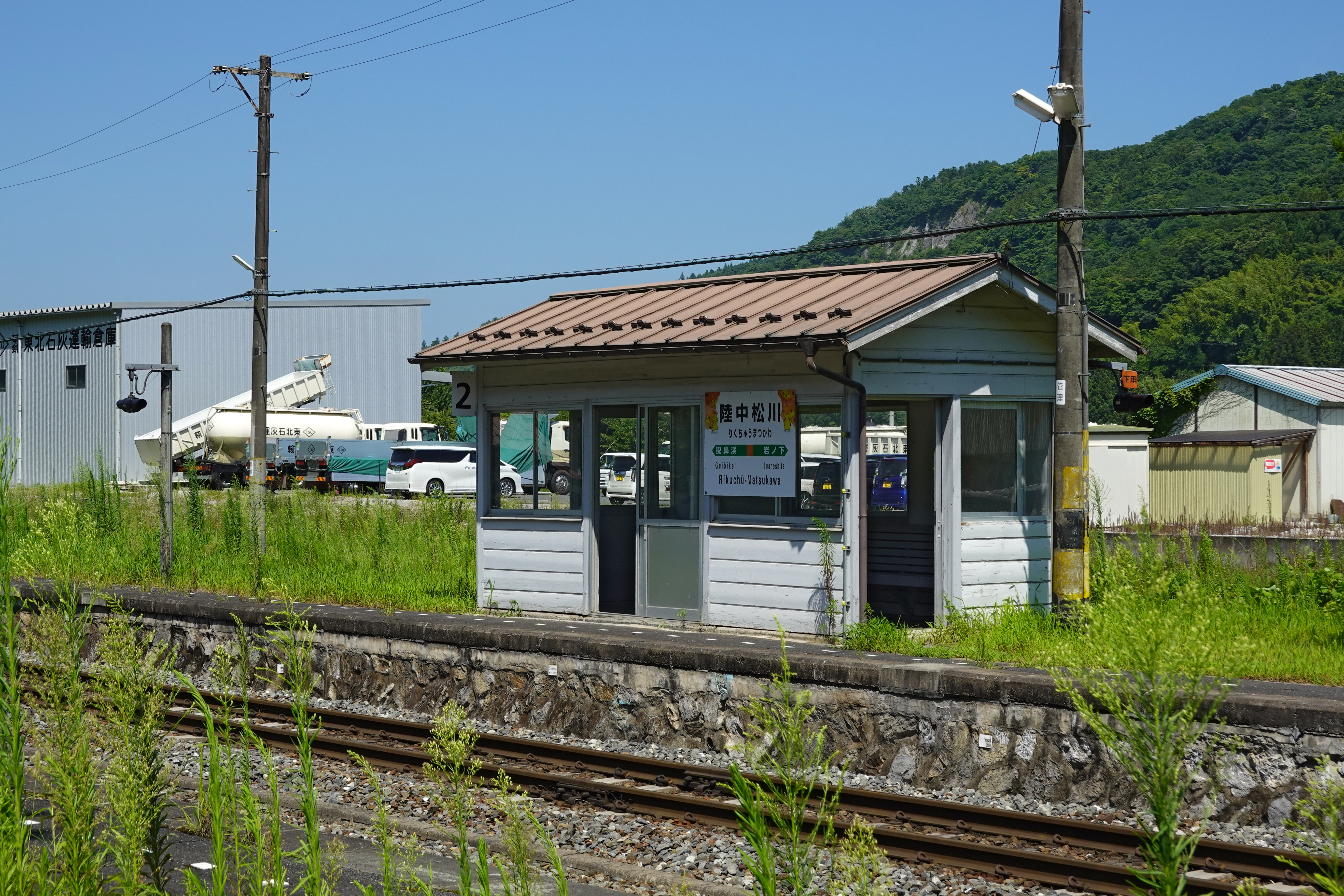
2番線ホーム待合室（2023年7月）

## 駅周辺

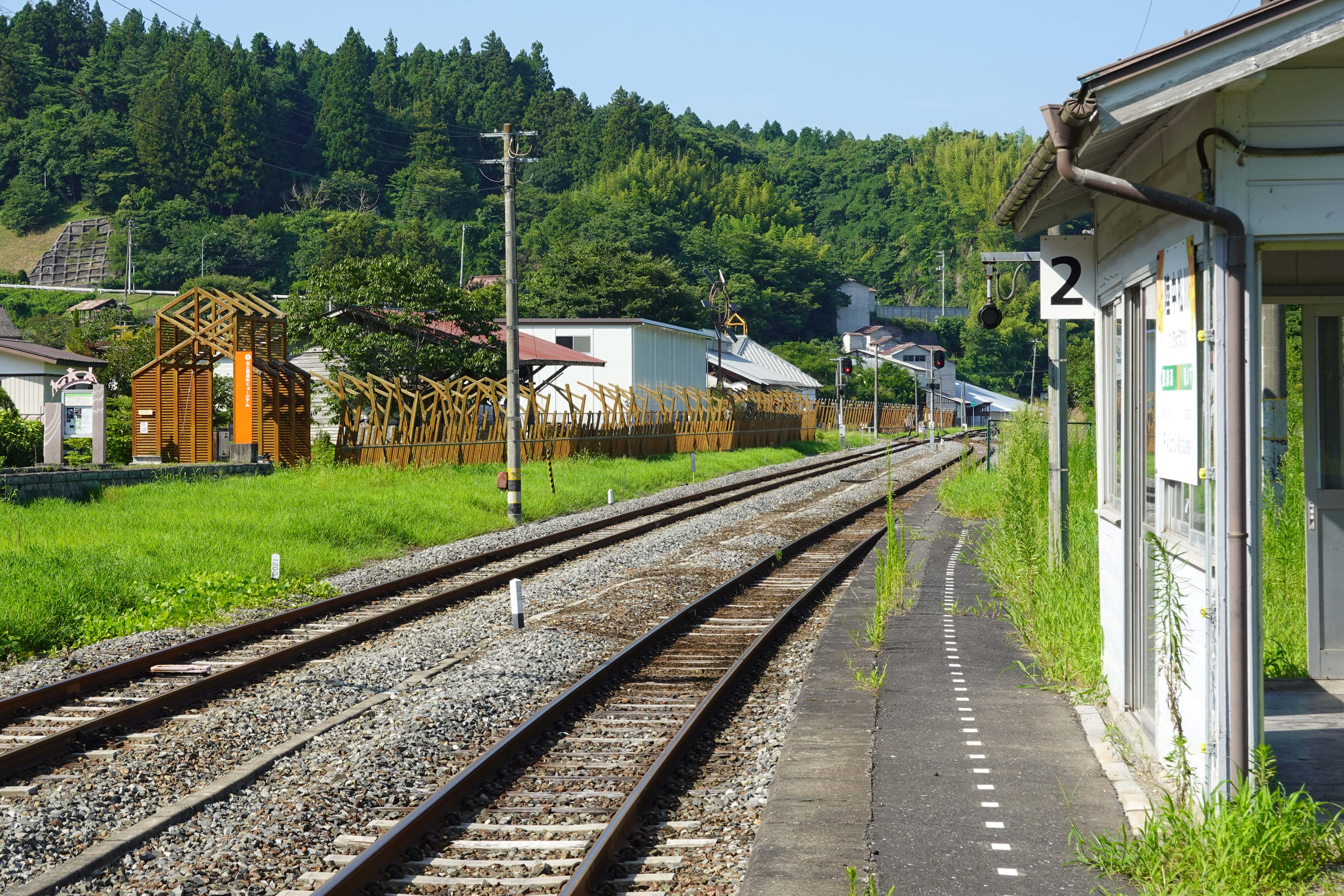
石と賢治のミュージアムまでの通路が駅前から線路沿いに敷かれている。

- 三菱マテリアル岩手工場
- 石と賢治のミュージアム
- 砂鉄川

## 隣の駅
東日本旅客鉄道（JR東日本）
■大船渡線
- 臨時快速「ポケモントレイン気仙沼号」停車駅

■普通
岩ノ下駅 - 陸中松川駅 - 猊鼻渓駅